# El Ruedo
El Ruedo va ser una revista espanyola de temàtica taurina i tiratge setmanal que va existir entre 1944 i 1977.

## Història
En els seus inicis va ser un suplement del diari esportiu Marca, publicant-se partir del dia 2 de maig de 1944. Va ser tal l'èxit que va tenir la publicació que va passar de ser un simple suplement a un setmanari en si mateix al juny de 1944. El primer director i fundador d'aquesta revista va ser Manuel Fernández-Cuesta, però el que la va portar a ser una de les revistes més importants del gènere taurí va ser Manuel Casanova Carrera, qui la va dirigir fins a la seva defunció. Pertanyia a l'anomenada «Prensa del Movimiento».
La figura del torero «Manolete» va vertebrar la història de la publicació, que el va tenir sempre present al llarg de la seva extensa història. A més, aquesta revista va marcar un punt d'inflexió en el periodisme taurí així com en els posteriors setmanaris especialitzats. Al llarg de la seva història El Ruedo va comptar amb els millors col·laboradors de l'època.
Entre els directors de la publicació destaquen Manuel Casanova Carrera, Ibrahim de Malcervelli, o José María Bugella. La revista va continuar editant-se ininterrompudament fins a 1977; el seu últim exemplar va sortir a la venda el dia 1 de febrer d'aquest any.
El 28 de febrer de 1991 reapareix el setmanari en la seva tercera època, dirigit per Manuel Molés Usó, del que se'n van publicar 200 números fins a la seva desaparició el 21 de novembre de 1995.

## Cronologia
- 2 de maig de 1944: Publicació del primer número com a suplement del diari esportiu Marca.
- 5 d'octubre de 1945: Mor el fundador i director del setmanari, Manuel Fernández-Cuesta.
- 21 de novembre de 1946: Deixa de ser un suplement del diari Marca i passa a ser un setmanari propi sota la denominació "Semanario gráfico de los toros".
- 29 de setembre de 1961: Mor el segon director del setmanari, Manuel Casanova Carrera.
- 31 de gener de 1967: Destitució del tercer director, Alberto Polo i pren possessió del càrrec provisionalment Antonio Abad Ojuel.
- 12 de gener de 1970: Mor el quart director, José María Bugella i accedeix temporalment a la direcció Antonio Abad Ojuel com a cinquè director de la revista.
- 8 de desembre de 1970: Incorporació de Carlos Briones com a sisè director del setmanari.
- 18 de febrer de 1975: Deixa el càrrec de director Carlos Briones i retorna Antonio Abad Ojuel com a director en funcions.
- 20 de maig de 1975: Publicació del número 1613, l'últim de la primera època.
- 27 de maig de 1975: Publicació del número 1614, el primer de la segona època i nomenament de Fernando Vizcaíno Casas com a setè director de la revista.
- 1 de febrer de 1977: Publicació del número 1696, l'últim de la segona època.
- 28 de febrer de 1991: Reaparició del setmanari amb la publicació del primer número de la tercera època, sota la direcció de Manuel Molés.
- 4 de juny de 1992: Publicació del número 59, l'últim de la tercera època.
- 9 de juny de 1992: Publicació del número 60, el primer de la quarta època.
- 21 de novembre de 1995: Publicació del número 200, l'últim de la quarta època i desaparició final del setmanari.